# Октобарски манифест
Октобарски манифест или Октобарски проглас (рус. Октябрьский манифест) био је значајан законодавни акт којег је издао император Николај II Александрович као одговор на Руску револуцију 1905.
Манифест је обнародован 17. октобра 1905. године (по старом календару), а сачињен је по предлогу министра Сергеја Витеа.

## Одредбе
Историјски значај Октобарског манифеста огледао се у томе што је император сверуски престао да буде једини законодавац. Законодавна власт је подијељена између императора и Државне думе.
Манифест се у основи састојао из три тачке. Прва тачка је предвиђала неотуђиве грађанске слободе на начелима неприкосновености личности и слободе савјести, говора, окупљања и удруживања. Друга тачка је предвиђала проширење бирачког права за већ расписане изборе за Државну думу, као и да ће се регулисање даљег изборног законодавства препустити новоустановљеном законодавном поретку. Трећа тачка је предвиђала да ниједан закон неће имати снагу без одоборења Државне думе, као и да ће народни представници имати могућност да надзиру извршну власт.
Наредне године, 23. априла 1906, темељно су промијењени Основни државни закони Руске Империје на основу дотад три издата прогласа: о оснивању Државне думе, о побољшању државног поретка и о преуређењу Државног савјета. Тада су Основни државни закони фактички постали први руски устав.